# هاینز الزنر
هاینز الزنر (انگلیسی: Heinz Elzner; ۴ دسامبر ۱۹۲۸ – ۳ اوت ۲۰۱۹) بازیکن فوتبال اهل آلمان بود.
از باشگاه‌هایی که در آن بازی کرده‌است می‌توان به باشگاه فوتبال هانوفر ۹۶ اشاره کرد.